# 马里亚诺·加西亚
马里亚诺·加西亚（西班牙語：Mariano García，1997年9月25日—），西班牙男子田径运动员，2022年世界室内田径锦标赛男子800米金牌得主、2022年欧洲田径锦标赛男子800米金牌得主。